# برترام جاكسون
برترام جاكسون (بالإنجليزية: Bertram Jackson)‏ (1882 - 1940) هو لاعب كرة قدم بريطاني في مركز الظهير. لعب مع مانشستر سيتي.